# تشاك سكوت
تشاك سكوت (بالإنجليزية: Chuck Scott) هو لاعب كرة قدم أمريكية أمريكي، ولد في 24 مايو 1963 في جاكسونفيل في الولايات المتحدة.

## روابط خارجية
- تشاك سكوت على موقع مرجع كرة القدم المحترفة.كوم (الإنجليزية)